# EPrix de Shanghai
Le ePrix de Shanghai est une épreuve comptant pour le championnat du monde de Formule E, dont la première édition se déroulera lors d'une double manche le 25 et 26 mai 2024.

## Historique
Le 19 octobre 2023 il a été annoncé que la Formule E reviendrait en Chine au sein du Circuit international de Shanghai qui accueillira les 12e et 13e manches de la saison les 25 et 26 mai 2024, cinq ans après la dernière visite de la Formule E en Chine, à Sanya. Le championnat y était précédemment très présent avec des épreuves à Pékin et à Hong Kong avant que la pandémie de COVID-19 empêche l'organisation d'un E-Prix dans ce pays.

## Le circuit
Le circuit est également utilisé par la Formule 1. Néanmoins, la Formule E n'utilise pas la longue ligne droite mais coupe le circuit au niveau du virage 9 jusqu'à ligne droite des stands entrecoupé d'une chicane.

## Palmarès
| Année | Vainqueur              | Écurie                           | Résultats | Date        |
| ----- | ---------------------- | -------------------------------- | --------- | ----------- |
| 2024  | Mitch Evans            | Jaguar TCS Racing                | Résumé    | 25 mai 2024 |
| 2024  | António Félix da Costa | TAG Heuer Porsche Formula E Team | Résumé    | 26 mai 2024 |